# Óscar Prager
Óscar Albert Prager Wenk (Leipzig, 25 de noviembre de 1876-Santiago de Chile, 19 de septiembre de 1960) fue un paisajista alemán que realizó gran parte de su obra en Chile.

## Trayectoria profesional
Realizó sus estudios de Historia del Arte en Roma, y posteriormente estudió Zen, Budismo y Paisajismo en Japón. Realizó el servicio militar en Sajonia, y en 1903 se estableció en San Francisco (Estados Unidos) en donde desarrolló algunos parques y fue director de Parques de Oakland. En 1914 participó de la Primera Guerra Mundial como capitán de ulanos, regresando en 1919 a Estados Unidos.
En 1926 llegó a Chile para diseñar un jardín de la embajada alemana en Santiago, estableciendo a partir de ese instante numerosas obras en la capital chilena y otras localidades, como por ejemplo en La Serena desarrollando los parques Pedro de Valdivia y Gabriel Coll Dalmau dentro del Plan Serena.
Óscar Prager falleció el 19 de septiembre de 1960 en la Clínica Dávila y fue sepultado en el cementerio Santa Inés de Viña del Mar.

## Obras
Algunas de las obras realizadas por Óscar Prager en Chile son:
| - Parque Providencia (1932). - Club de Golf Los Leones. - Parque El Llano Subercaseaux - Ladera sur del cerro Santa Lucía. - Parque Las Betulas. - Parque Rodríguez Labbé. - Parque Labbé Canales. - Parque Prat Walker. - Parque de la Embajada de Argentina. - Parque Isabel Riquelme. - Jardín de Carlos Ossandón. - Jardín de Elena Droguett. - Jardín de Roberto Ossandón. - Jardín del Instituto de Fomento Pesquero (IFOP). - Jardín de Bob Ehni. - Jardín del Colegio del Verbo Divino. - Jardín de la Embajada de Cuba. - Jardín de Sergio Larraín García-Moreno. - Jardín de la Embajada de Inglaterra. - Jardín de Canal 9. - Jardín Villavicencio. | - Plan Regulador de La Serena y Coquimbo. - Parque Gabriel Coll Dalmau de La Serena. - Parque Pedro de Valdivia de La Serena. - Jardines de la Planta Siderúrgica Huachipato en Concepción. - Plaza de Armas de Osorno. - Plaza Suiza de Osorno. - Parque Cuarto Centenario de Osorno. - Poblaciones Matthei, Rahue y Corvi en Osorno. |